# Fałszywa supernowa

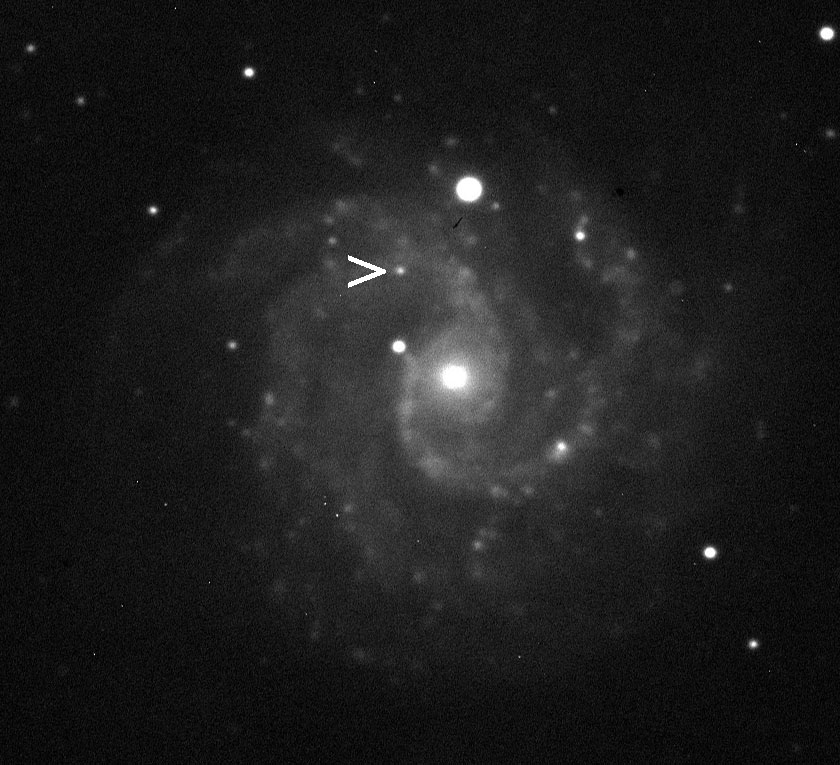
Galaktyka NGC 3184 z zaznaczoną gwiazdą, o której początkowo sądzono, że eksplodowała jako supernowa SN 2010dn

Fałszywa supernowa (ang. supernova impostor) – kosmiczna eksplozja pozornie wyglądająca jak supernowa, ale w odróżnieniu od prawdziwiej supernowej, niekończąca się rozerwaniem gwiazdy, w której została zainicjowana. Fałszywe supernowe są w rzeczywistości bardzo gwałtownymi nowymi lub wybuchami gwiazd zmiennych, pozornie jedynie przypominającymi supernowe.
Mechanizm powstawania fałszywych supernowych nie jest do końca poznany. Prawdopodobne jest jednak, że związany jest z przekroczeniem przez gwiazdę granicy jasności Eddingtona, co powoduje gwałtowne odrzucenie przez gwiazdę części masy.
Przykładowe fałszywe supernowe to wybuch gwiazd eta Carinae w 1843 czy P Cygni w 1800. Innymi przykładami są wybuchy oryginalnie klasyfikowane jako supernowe, które jednak nie rozerwały gwiazd, w których powstały i które w późniejszym czasie zostały ponownie wykryte (SN 1954J, SN 1961V, SN 1997bs, SN 2008S i SN 2010dn).
Interesującym przykładem fałszywej supernowej była gwiazda zmienna typu S Doradus położona w galaktyce UGC 4904, której wybuch został odkryty jako „supernowa” 20 października 2004. Gwiazda ta eksplodowała ponownie dwa lata później, 11 października 2006 już jako prawdziwa supernowa SN 2006jc.